# 东新站 (南昌市)
東新站位于中华人民共和国江西省南昌市南昌县东岳四路与河洲路交叉口地下，是南昌地铁4号线的地铁车站，本站于2021年12月26日和4号线一同启用。

## 车站结构
车站为地下二层岛式车站:54。

### 楼层
| 1层  | 地面               | 出入口                           |  |  |
| -1层 | 站厅               | 自动售票机、客服中心             |  |  |
| -2层 |                    | █ 4号线 往白马山（安丰）         |  |  |
|      | 岛式站台，左侧开门 |                                  |  |  |
|      |                    | █ 4号线 往鱼尾洲（新洪城大市场） |  |  |

### 出入口
| 编号                   | 指示                     | 图片 | 建议前往的目的地 |
| ---------------------- | ------------------------ | ---- | ---------------- |
| 出口 · 1L · 升降机标志 | 东岳四路南侧，河洲路东侧 |      |                  |
| 出口 · 2L · 升降机标志 | 东岳四路北侧，河洲路东侧 |      | 文曲星教育产业园 |
| 出口 · 4L              | 东岳四路南侧，河洲路西侧 |      |                  |
| 註： 設有              |                          |      |                  |

## 历史
- 2016年6月8日，江西省环境保护厅发布了《南昌市轨道交通4号线一期工程拟受理情况的公示》[4]，并公布了《南昌市轨道交通4号线一期工程环境影响报告书（全文公示稿）》，由此得知本站工程名为昌南新城站[3]。
- 2017年2月8日，南昌轨道交通集团有限公司公布了《2、3号线站点更名及4号线命名方案获批》，由此得知本站正式站名为東新站[5]。